# Nikodemus Holler
Nikodemus Holler (* 4. Mai 1991 in Mühlacker) ist ein ehemaliger deutscher Radrennfahrer.

## Karriere
Holler fuhr 2012 für das UCI Continental Team Specialized Concept Store und gewann in diesem Jahr die Deutschen Straßenmeisterschaften die Silbermedaille im Straßenrennen der U23. Nachdem sein Team zum Saisonende 2013 schloss, erhielt er für 2013 einen Vertrag beim Thüringer Energie Team. Ab August 2013 fuhr er für das UCI ProTeam Argos-Shimano als Stagiaire, wurde jedoch nicht für die Saison 2014 übernommen.
Nach einem Jahr beim Team Stuttgart wechselte er 2015 zum Team Bike Aid, für das er vor allem bei Rennen außerhalb Europas erfolgreich war. Er wurde u. a. Gesamtsiebter der Tour of China I 2016 und Gesamtdritter der La Tropicale Amissa Bongo 2017. Seine ersten internationalen Siege gelangen ihm mit dem Gesamtsieg bei der durch extreme Hitze geprägten Tour du Cameroun 2017, bei der er auch eine Etappe gewann. Nach weiteren Tagessiegen bei internationalen Etappenrennen gewann er 2020 die Gesamtwertung der Tour of Thailand, einem Wettbewerb der ersten UCI-Kategorie.
Nachdem Holler in der Saison 2022 aufgrund gesundheitlicher Probleme kaum Rennen bestreiten konnte, verließ er zum Saisonende das Team Bike Aid.

## Erfolge
2012
- Deutsche Straßenmeisterschaften (U23)

2017
- Gesamtwertung und eine Etappe Tour du Cameroun

2018
- zwei Etappen Tour de Hongrie
- eine Etappe Tour de Singkarak

2020
- Prolog Sibiu Cycling Tour
- Gesamtwertung Tour of Thailand